# Поломошне (Новичихинський район)
Поломо́шне (рос. Поломошное) — село у складі Новичихинського району Алтайського краю, Росія. Адміністративний центр та єдиний населений пункт Поломошенської сільської ради.

## Населення
Населення — 646 осіб (2010; 846 у 2002).
Національний склад (станом на 2002 рік):
- росіяни — 97 %